# Hector Heusghem
Hector Nicolas Heusghem, (Ransart, Charleroi, 15 de febrero de 1890 - Montignies-le-Tilleul, 29 de marzo de 1982) fue un ciclista belga. 

## Biografía
Profesional de 1912 a 1914 y de 1919 a 1925, terminó segundo del Tour de Francia en dos ocasiones (1920 y 1921).

## Palmarés
1914
- 1 etapa de la Vuelta a Bélgica

1919
- 1 etapa de la Vuelta a Bélgica

1920
- 2.º en el Tour de Francia, más 1 etapa

1921
- 2.º en el Tour de Francia, más 1 etapa

## Resultados en Grandes Vueltas
Durante su carrera deportiva ha conseguido los siguientes puestos en las Grandes Vueltas:
| Carrera         | 1913 | 1914 | 1915 | 1916 | 1917 | 1918 | 1919 | 1920 | 1921 | 1922 | 1923 | 1924 | 1925 |
| --------------- | ---- | ---- | ---- | ---- | ---- | ---- | ---- | ---- | ---- | ---- | ---- | ---- | ---- |
| Giro de Italia  | -    | -    | X    | X    | X    | X    | -    | -    | -    | -    | -    | -    | -    |
| Tour de Francia | Ab.  | -    | X    | X    | X    | X    | Ab.  | 2º   | 2º   | 4º   | Ab.  | Ab.  | Ab.  |
| Vuelta a España | X    | X    | X    | X    | X    | X    | X    | X    | X    | X    | X    | X    | X    |